# Cardiovascular Toxicology
Cardiovascular Toxicology is een internationaal, aan collegiale toetsing onderworpen wetenschappelijk tijdschrift op het gebied van de cardiologie.
De naam wordt in literatuurverwijzingen meestal afgekort tot Cardiovasc. Toxicol.
Het wordt uitgegeven door Humana Press en verschijnt 4 keer per jaar.
Het eerste nummer verscheen in 2001.